# Pycnanthemum tenuifolium
Pycnanthemum tenuifolium är en kransblommig växtart som beskrevs av Heinrich Adolph Schrader. Pycnanthemum tenuifolium ingår i släktet Pycnanthemum och familjen kransblommiga växter. Inga underarter finns listade i Catalogue of Life.

## Bildgalleri

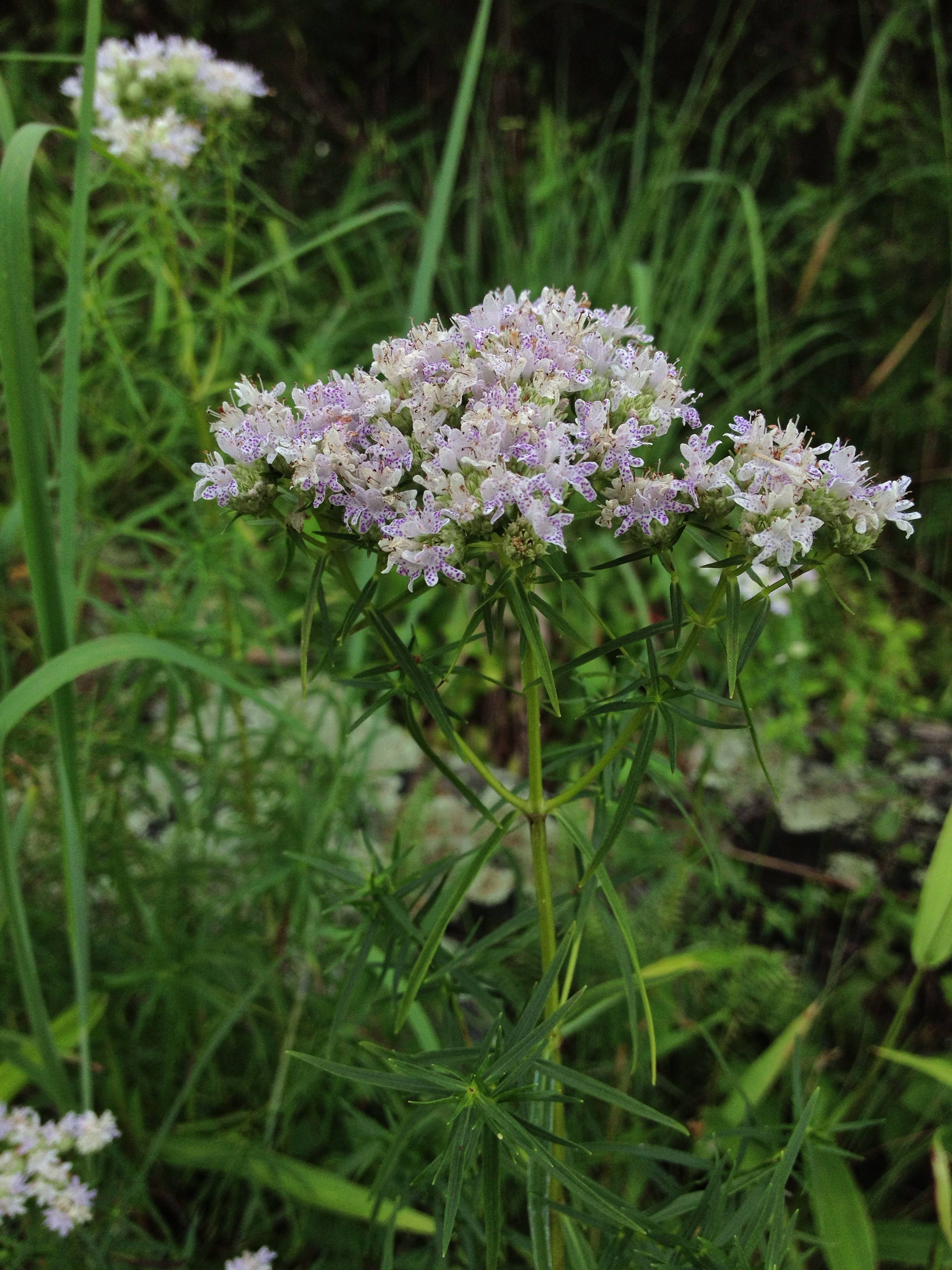
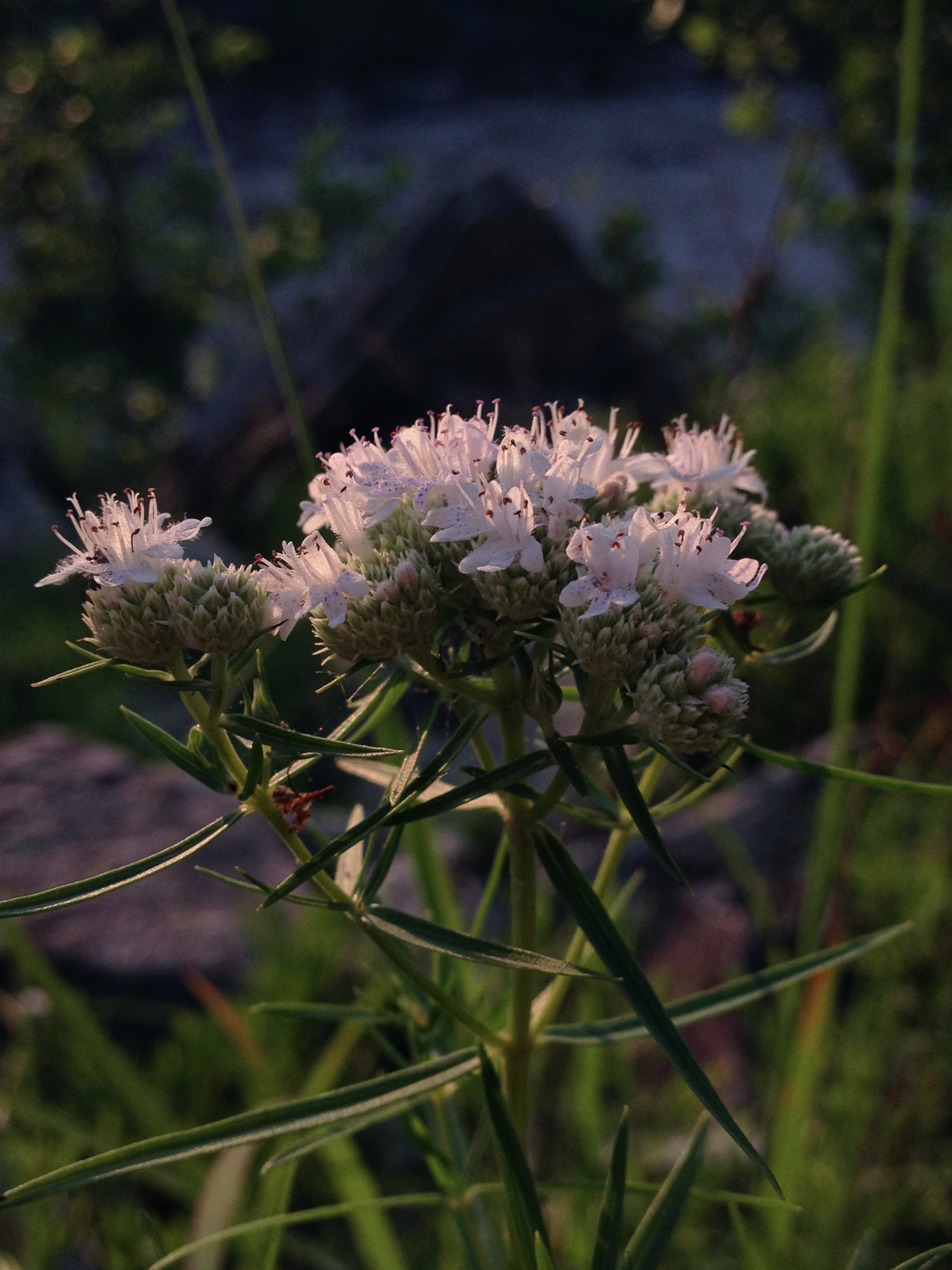
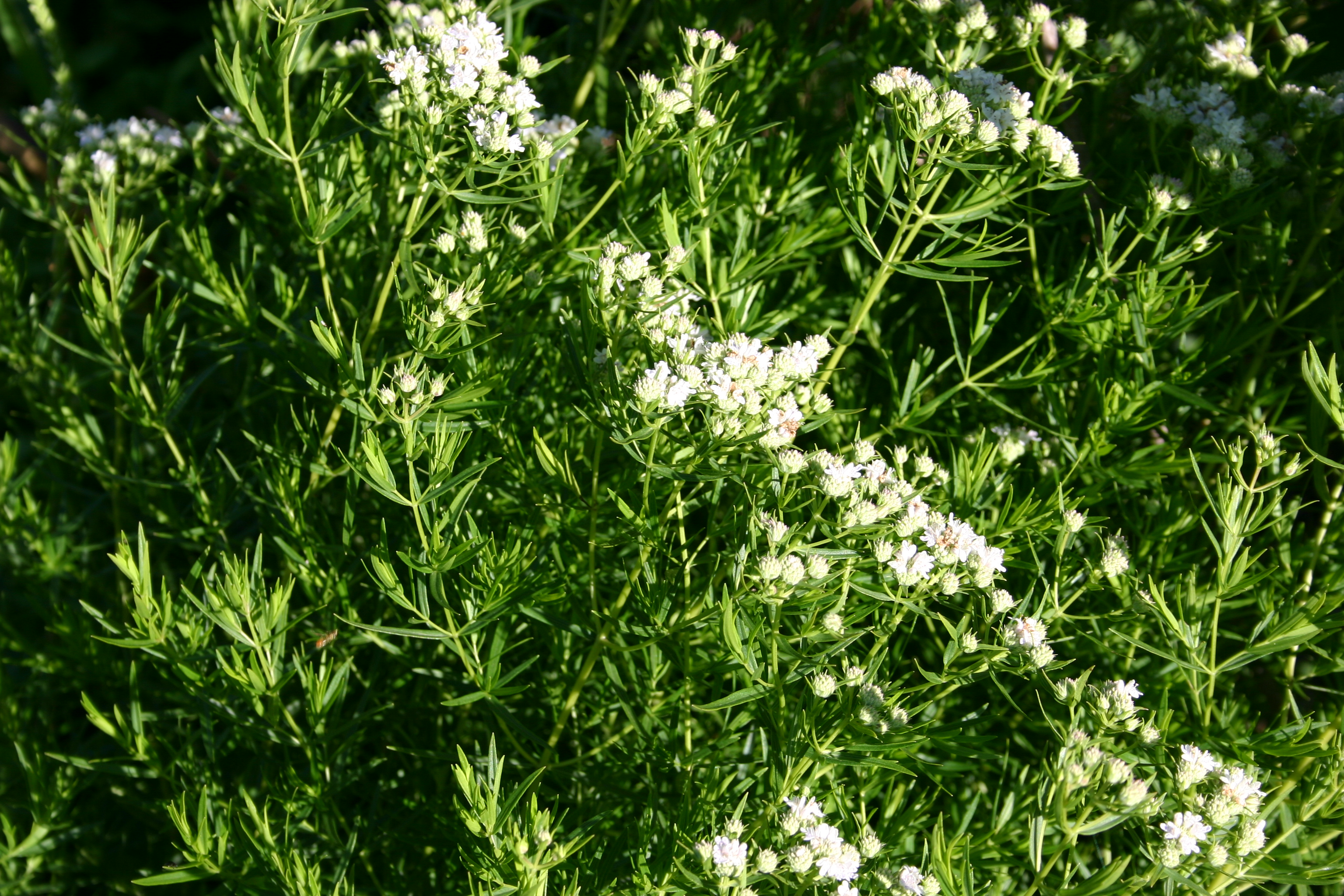
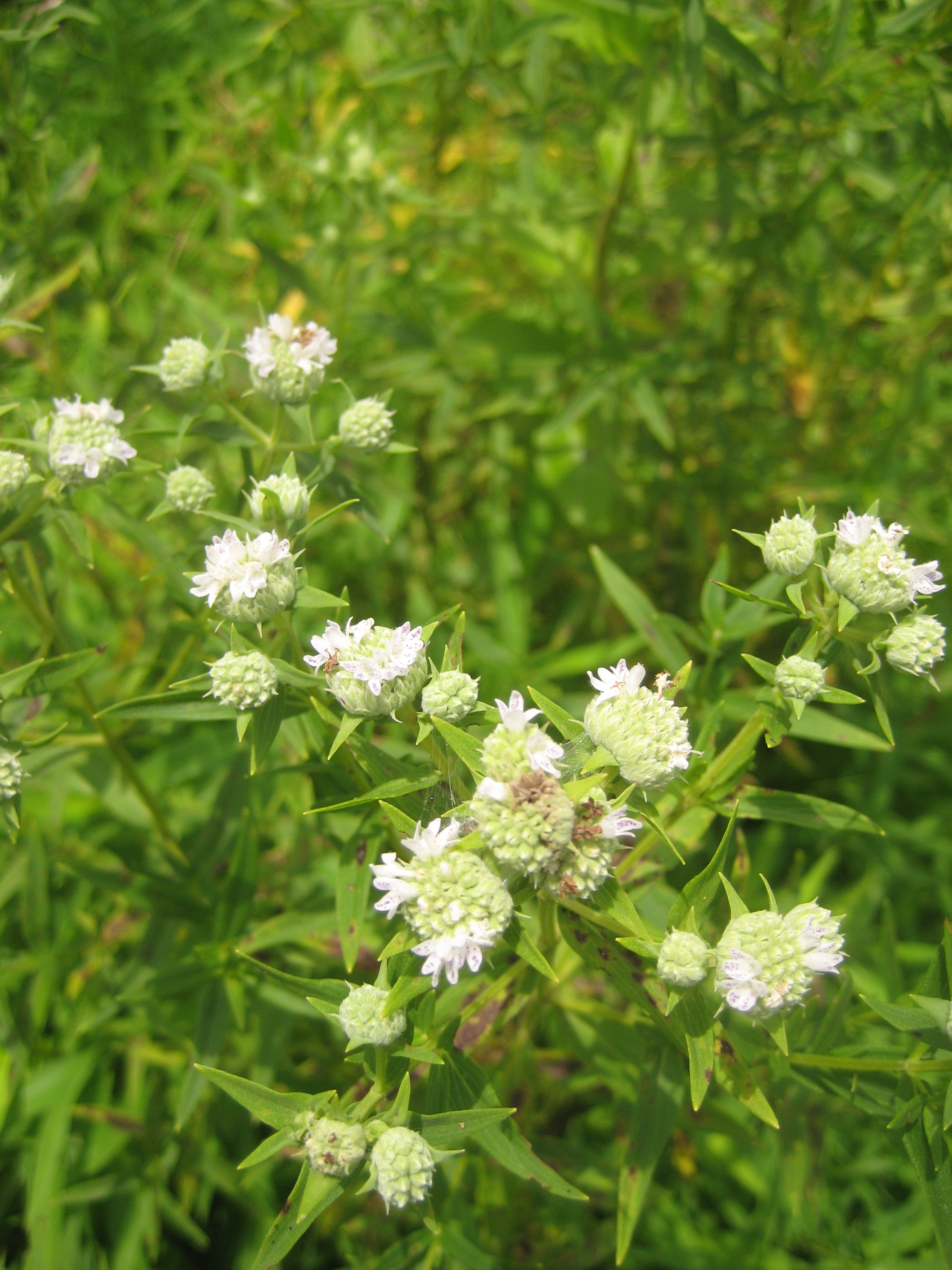